# Aulnoye-Aymeries

Aulnoye-Aymeries este o comună în departamentul Nord, Franța. În 1 ianuarie 2022 avea o populație de 8.674 de locuitori.